# Fisterra (járás)
Fisterra egy comarca (járás) Spanyolország Galicia autonóm közösségében, A Coruña tartományban. Székhelye Finisterre. Népessége 2005-ös adatok szerint 24 466 fő volt.

## Települések
A székhely neve félkövérrel szerepel.
- Cee
- Corcubión
- Dumbría
- Finisterre
- Muxía